# Meganola jacobi
Meganola jacobi is een vlinder uit de familie visstaartjes (Nolidae). De wetenschappelijke naam van deze soort is voor het eerst geldig gepubliceerd in 2009 door Agassiz.
De soort komt voor in tropisch Afrika.